# عبد القادر المضوي
عبدالقادر إبراهيم عبد المولى مضوي، (1973م) كاتب وأديب ولد في قرية العلقة الشّيخ الصّديق في ولاية النّيل الأبيض جمهورية السّودان. حاصل على درجة الدّكتوراه في النّحو والصرف من كلية الآداب  جامعة إفريقيا العالمية عام (2017م)، وماجستير في النّحو والصرف من  كلية الآداب جامعة إفريقيا العالمية(2007م).
يعمل أستاذاً مساعداً في جامعة شرق كردفان من 1 من ديسمبر سنة 2017م حتى الآن، وعمل محاضراً ثم أستاذاً مساعداً في جامعة الدلنج من 25 من مارس سنة 2017 م حتى 1 من ديسمبر سنة 2017م. 
وشغل العديد من المناصب الإدارية منها: رئيسا لقسم اللغة العربية- كلية التربية- جامعة شرق كردفان 23 من أغسطس سنة 2020م الآن، ومديراً لمركز الدّراسات العربية والأفريقية جامعة شرق كردفان، ومديراً لإدارة مطبعة جامعة الدلنج، ورئيسا لقسم اللّغة العربية بكلية المعلمين جامعة الدّلنج.
كما تلقّى العديد من الدورات التّدريبية منها: دورة تدريبية في الإعداد التربوي لترقية أداء أعضاء هيئة التدريس من جامعة الخرطوم، ودورة  أساسيات البحث العلمي من جامعة الخرطوم، ودورة تدريبية في الإشراف على طلاب الدراسات العليا من جامعة أم درمان الإسلامية.

## جوائزه
نشرت جائزة كتارا للرواية العربية خلال حفل بمقر منظمة الأمم المتحدة للتربية والعلم والثقافة (يونسكو) في باريس قائمة الفائزين بدورتها الثامنة. ويصل إجمالي قيمة الجوائز المقدمة إلى 345 ألف دولار.
وأعلنت جائزة كتارا للرواية العربية، الجمعة، أسماء الفائزين في دورتها الثامنة، والتي تنافس على جوائزها 1483 عملا ضمن 5 فئات.
وذهبت الجائزة في فئة الرواية العربية المنشورة لكل من الجزائري عز الدين جلاوجي عن رواية (عناق الأفاعي)، و التونسية نبيهة العيسي عن رواية (أحلام متقاطعة)، والعمانية بشرى خلفان عن رواية (دلشاد.. سيرة الجوع والشبع).
وفي فئة الرواية القطرية، فاز أحمد عبد الملك عن رواية (دخان.. مذكرات دبلوماسي سابق) الصادرة عن دار بلاتينيوم.

## أعماله
- ثلاث مجموعات من القصص البوليسية القصيرة. [3]
- حكايات من خلف القضبان (2006). [3]
- قتيل الفجر(2009). (1)[3]
- قبل فوات الأوان (2011).[3]
- غواص في بحر وحنين.[3]